# Tóru Jošikawa
Tóru Jošikawa (* 13. prosinec 1961) je bývalý japonský fotbalista.

## Klubová kariéra
Hrával za Hitachi.

## Reprezentační kariéra
Tóru Jošikawa odehrál za japonský národní tým v roce 1983 celkem 1 reprezentační utkání.

## Statistiky
| Japonsko | Japonsko | Japonsko |
| Roky     | Záp.     | Góly     |
| -------- | -------- | -------- |
| 1983     | 1        | 0        |
| Celkem   | 1        | 0        |